# Alain Santy
Pour les articles homonymes, voir Santy.
Alain Santy, né le 28 août 1949 à Lompret, est un ancien coureur cycliste français. 

## Biographie
Professionnel de 1970 à 1976, il obtient vingt victoires. Il réalise sa meilleure saison en 1974 en remportant le Critérium du Dauphiné libéré et en terminant neuvième du Tour de France. Ces performances lui permettent ainsi d'être le lauréat à l'issue de cette saison du Prestige Pernod, trophée récompensant le meilleur coureur français de l'année.
Il a un frère, Guy Santy, lui aussi coureur cycliste professionnel de 1971 à 1975.

## Palmarès

### Palmarès amateur
- 1969
  - Grand Prix des Flandres françaises
  - 2e du championnat de France militaires sur route

### Palmarès professionnel
- 1971
  - Grand Prix de Menton
  - Grand Prix d'Aix-en-Provence
  - Tour de Corse :
    - Classement général
    - 3e étape

  - 2e du Tour du Portugal
  - 3e du Grand Prix de Montauroux
  - 3e de l'Omloop van het Zuidwesten
  - 3e du Circuit du Tournaisis
  - 3e des Boucles de la Seine
  - 7e des Quatre Jours de Dunkerque
  - 8e du Rund um den Henninger Turm
- 1972
  - 2e du Critérium national
  - 3e du Tour de l'Oise
  - 6e de la Flèche wallonne
  - 7e de la Semaine catalane
  - 8e du Tour des Flandres
- 1973
  - Grand Prix de Momignies
  - Classement général du Tour de l'Oise
  - 4e étape de l'Étoile des Espoirs
  - 2e du Critérium national
  - 2e de Paris-Camembert
  - 2e des Boucles de la Seine
  - 6e des Quatre Jours de Dunkerque
- 1974
  - Vainqueur du Prestige Pernod
  - Paris-Camembert
  - Critérium du Dauphiné libéré :
    - Classement général
    - 4e étape

  - 2e de Paris-Nice
  - 2e du championnat de France sur route
  - 3e du Circuit du Tournaisis
  - 4e de Gand-Wevelgem
  - 5e de la Flèche wallonne
  - 7e du Super Prestige Pernod
  - 9e du Tour de France
- 1975
  - 2e et 4e étape de l'Étoile de Bessèges
  - Grand Prix de Fayt-le-Franc
  - 2e du championnat de France sur route
- 1976
  - 3e du Grand Prix d'Aix-en-Provence

## Résultats sur les grands tours

### Tour de France
4 participations
- 1972 : abandon (15e étape)
- 1973 : 31e
- 1974 : 9e
- 1975 : abandon (15e étape)